# IC 5191
IC 5191 је лентикуларна галаксија у сазвјежђу Гуштер која се налази на листи објеката дубоког неба у Индекс каталогу.
Деклинација објекта је + 37° 18' 1" а ректасцензија 22h 15m 2,4s. Привидна величина (магнитуда) објекта IC 5191 износи 14,1 а фотографска магнитуда 15,0. IC 5191 је још познат и под ознакама UGC 11963, MCG 6-48-21, CGCG 513-20, PGC 68399.